# Nadia Stepanova
Nadia Stepanova (Buriazia, ...) è una religiosa russa, presidente degli sciamani della Repubblica di Buriazia.

## Biografia
Vive ad Ulan-Udė, capitale della Buriazia, una Repubblica della Russia situata tra il lago Bajkal e la Mongolia. Membro del Comitato interreligioso del CSI, rappresentante all'ONU e all'UNESCO sempre nell'ambito della interreligiosità, è anche presidente dell'associazione degli sciamani della Buriazia.
Da giovane raccontò ai familiari di avere delle visioni in cui le sembrava di essere inseguita da creature con braccia pelose e striate: queste strane apparizioni vennero giudicate dai membri anziani della famiglia come un segno della predestinazione della ragazza a divenire sciamana. Nei suoi racconti le visioni proseguirono, fino a quando prese la decisione di divenire sciamana.
Nel 1987 fu la prima sciamana buriata a rivelare pubblicamente, dopo anni di attività clandestina, la sua pratica di sciamanesimo. Dal tempo della perestrojka ha preso la guida del movimento sciamanico, reintroducendo rituali religiosi e cerimonie proibite per settant'anni in Russia. Oggi insegna sciamanesimo all'Università di Ulan-Udė.

## Citazioni letterarie
In uno dei suoi maggiori successi letterari  La zona cieca ,  Chiara Gamberale  cita la sciamana Nadia descrivendola come "Una grande maestra(...) Leggi la sua autobiografia scritta attraverso Sicilia di Arista (...) A volte Nadia Stepanova torna in Pomaia per lezioni, devi venire a sentirla, lei che pure è giunta a guarire, dopo esser stata malata" (Milano, Universale Economica Feltrinelli, 2021, pag.138)